# Carciofo di San Miniato
Il carciofo di San Miniato (detto anche carciofo sanminiatese o mamma sanminiatese) è un carciofo carnoso coltivato da secoli nelle terre plioceniche di San Miniato.

## Storia
Da memorie storiche e cartografiche risulta che sin dall'Ottocento, la maggior parte delle piagge a solativo di San Miniato erano coltivate a carciofo sanminiatese conosciuto per le sue caratteristiche organolettiche. Al mercato ortofrutticolo di Empoli il carciofo di San Miniato è sempre stato apprezzato e acquistato per la sua adattabilità in cucina. Caratteristica dovuta al fatto di essere coltivato su terreni di origine pliocenica che trasmettevano al carciofo queste particolari doti organolettiche.

## Descrizione sintetica del prodotto
Carciofo di forma tondeggiante o globosa, senza spine, di colore verde chiaro tendente allo scuro nella parte apicale delle foglie; il capolino, a maturazione, è di dimensioni medio-grandi (diametro di circa 8-9 cm), mentre l'infiorescenza apicale (chiamata "mamma"
) presenta dimensioni ragguardevolmente più grandi e colore viola.
L'altezza della pianta può andare oltre 1,3 m, le foglie sono regolari e presenta una vegetazione folta.
Per quanto riguarda le caratteristiche organolettiche, il prodotto si presenta carnoso e di estrema morbidezza, è caratterizzato per la buona compattezza alla giusta maturazione. Il gusto è sapido, molto tannico e leggermente astringente, molto persistente e intenso. Una volta cucinato si esaltano le sue caratteristiche di sapidità e di morbidezza.

## Processi di lavorazione
Allo scasso di media profondità nel periodo primaverile antecedente la data di impianto, segue una concimazione di fondo con concime organico (stallatico). Dopo l'erpicatura e il livellamento del terreno a fine agosto o ai primi di settembre, segue l'impianto dei carducci con un sesto di impianto di 1 m sulla fila e 1,50-2 m tra le file. A fine gennaio vengono praticate sarchiatura, rincalzatura e una leggera concimazione fogliare di mantenimento; in primavera viene fatta una scardonatura e ad aprile-maggio si effettua la raccolta dei capolini. Ad agosto viene tagliata la ceppa a livello del terreno, quindi ad ottobre si procede con la scardonatura per recuperare i cardoni migliori per il rinnovo degli impianti. Le regole produttive sono riproducibili all'infinito, in quanto il rinnovo dei cardoni avviene annualmente su una percentuale dell'impianto (circa il 30%).

## Produzione
Fino al 1950 il Carciofo di San Miniato era prodotto in grandi quantità su tutto il territorio del comune e veniva venduto ai principali mercati ortofrutticoli italiani. 
Con gli anni la produzione ha subito una diminuzione, ad oggi viene prodotto da 6 aziende per un totale annuo di circa 10 quintali. Il prodotto viene venduto in zona per una buona metà, la restante parte va nei mercati regionali (30%) e fuori regione (20%).
Per la promozione e valorizzazione del carciofo è attiva l'Associazione "Colli di San Miniato"